# Patrick Burow

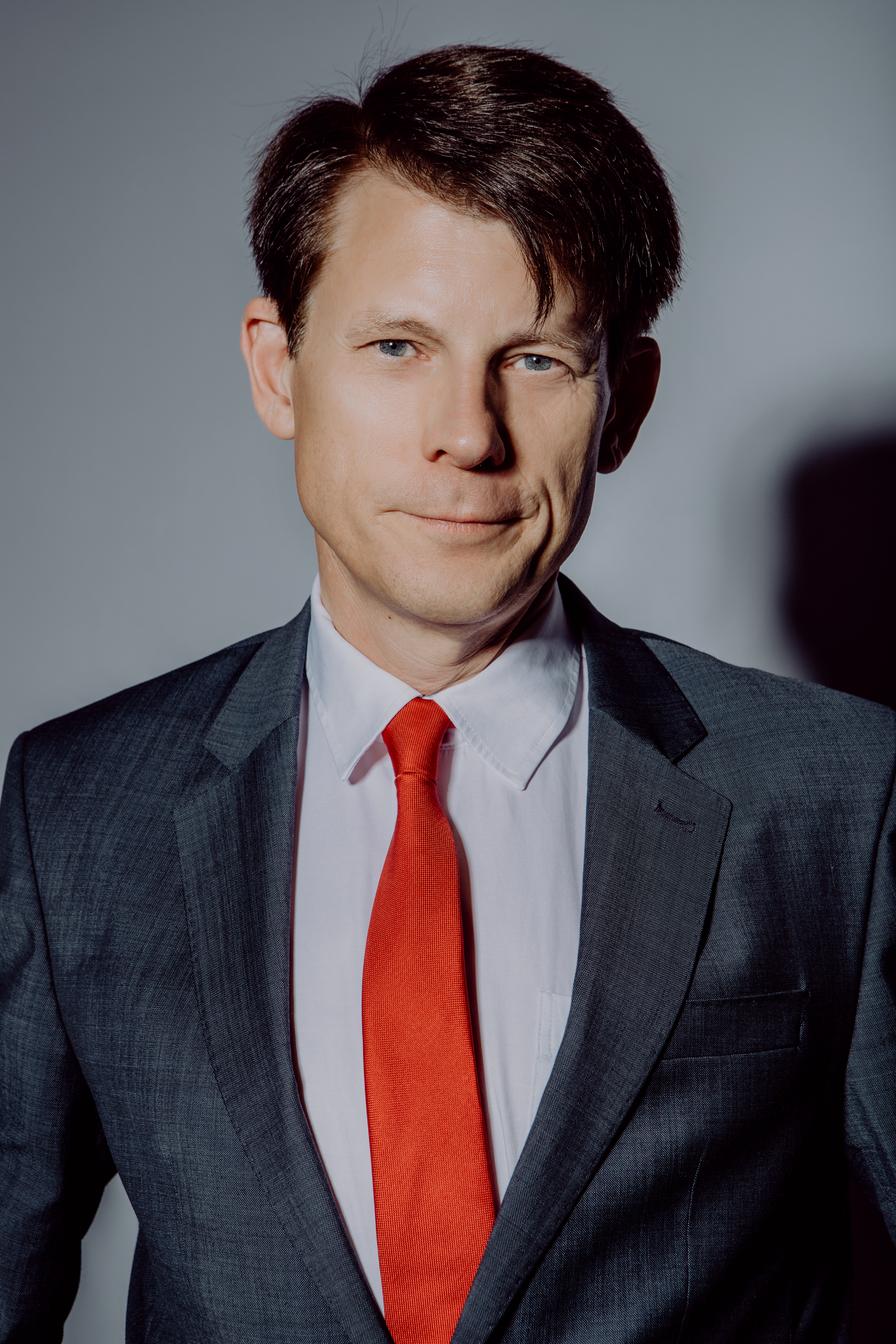
Patrick Burow

Patrick Burow (Pseudonym: Falk van Helsing; * 27. Januar 1965 in Hamburg) ist ein deutscher Jurist und Autor insbesondere humoristischer Literatur. Er arbeitet als Richter am Amtsgericht Dessau-Roßlau.

## Leben
Nach dem Studium der Rechtswissenschaften promovierte Burow an der Universität Hamburg mit einer Arbeit zu einem mietrechtlichen und methodenwissenschaftlichen Thema. Nach einer Tätigkeit als Staatsanwalt ist Burow seit 1998 Richter in Sachsen-Anhalt, seit 1999 beim Amtsgericht in Dessau. Er betreut dort sowohl zivil- als auch strafrechtliche Dezernate.
Politisch engagierte sich Burow vor der sachsen-anhaltischen Landtagswahl 2002 in der Partei Rechtsstaatlicher Offensive.
Burow veröffentlichte unter dem Pseudonym Falk van Helsing zahlreiche humoristische Werke mit – nach Verlagsangaben – einer Gesamtauflage von über 130.000 Exemplaren (2018).
Auch unter seinem bürgerlichen Namen ist Burow schriftstellerisch aktiv. So veröffentlichte er 2018 das Buch Justiz am Abgrund, in dem er sich kritisch mit der Überlastung und mangelhaften Ausstattung der Justiz befasst. Nach Angaben Burows führte der ihm dienstaufsichtsrechtlich vorgesetzte Präsident des Landgerichts Dessau-Roßlau, Winfried Holthaus, mit ihm wegen des Buchs ein Personalgespräch. Der Präsident habe das Buch als „zu reißerisch“ und als schädlich für das Ansehen der Justiz bewertet sowie angekündigt, eine schlechtere dienstliche Beurteilung Burows und die Verhängung eines Schreibverbots gegen Burow zu erwägen.
Burow lebt in Dessau. Er ist geschieden.

## Werke (Auswahl)

### Rechtswissenschaftliche und rechtspolitische Werke
- Einführung in die ökonomische Analyse des Rechts. In: Juristische Schulung 1993, S. 8–12.
- Die Eigenbedarfskündigung nach § 564b Abs. 2 Nr. 2 BGB. Eine juristische und ökonomische Analyse.  Cuvillier, Göttingen 1997, ISBN 978-3-89588-922-6.
- Das Lexikon der Justizirrtümer. Eichborn, Köln 2013, ISBN 978-3-8479-0543-1.
- Justiz am Abgrund. Ein Richter klagt an. Langen Müller, Stuttgart 2018, ISBN 978-3-7844-3436-0.
- Generation Fake. Ein Richter plädiert für mehr Ehrlichkeit. Kösel-Verlag, München 2020, ISBN 978-3-466-37266-9

### Humoristische, belletristische und sonstige Werke
- Staranwalt in 7 Tagen. Eine Karriereanleitung.  Eichborn, Frankfurt a. M. 2001, ISBN 978-3-8218-3694-2 (unter dem Namen Falk van Helsing).
- Das Jura-Versager-Handbuch. 2. Auflage. AchSo!, Frankfurt a. M. 2005, ISBN 3-7663-1228-6 (unter dem Namen Falk van Helsing).
- Der Sprachschatz der Juristen. Ein Sprachführer für Juristenversteher und solche, die es werden wollen! Lappan, Oldenburg 2006, ISBN 978-3-8303-3147-6 (unter dem Namen Falk van Helsing).
- Punktsieger in Flensburg, Wie man am schnellsten den Führerschein los wird, Eichborn Frankfurt a. M., ISBN 978-3-8218-3587-7 (unter dem Namen Falk van Helsing).
- Ihr Gartenzwerg hat mich beleidigt! Die verrücktesten Klagen der Welt, Eichborn Frankfurt a. M. 2003, ISBN 978-3-8218-3611-9 (unter dem Namen Falk van Helsing).
- Des Wahnsinns fette Beute, Die dümmsten Verbrecher der Welt, Eichborn Frankfurt a. M. 2004, ISBN 978-3-8218-4871-6 (unter dem Namen Falk van Helsing).
- Käse ist Käse im Sinne der Käseverordnung, Die kuriosesten juristischen Definitionen, Eichborn Frankfurt a. M. 2011, ISBN 978-3-8218-6619-2 (unter dem Namen Falk van Helsing).
- Tödliche Schönheit. Edition M, Luxemburg 2016, ISBN 978-1-5039-4273-8.
- Tödlicher Irrtum. Edition M, Luxemburg 2018, ISBN 978-1-5039-4273-8
- Juristensprech. Riva, München 2017, ISBN 978-3-7423-0100-0 (unter dem Namen Falk van Helsing).
- Ich habe nicht geschossen, nur ein bisschen. Absurde Ausreden vor Gericht. Ullstein Taschenbuch, Berlin 2018, ISBN 978-3-548-37765-0.
- Jurafakten: Verbotene Süßigkeiten, erlaubte Morde und andere Kuriositäten aus Recht und Gesetz. Ullstein Taschenbuch, 2. Auflage Berlin 2022, ISBN 978-3-548-06648-6
- Was Vermieter und Nachbarn nicht dürfen, Die großen Irrtümer rund  ums Mietrecht, zusammen mit Dallan Sam, Ullstein Taschenbuch, Berlin 2022, ISBN 978-3-548-06628-8
- Der Diamantencoup, Thriller, Benevento Verlag, Salzburg-München 2022, ISBN 978-3-7109-0144-7